# 켈리 오스본
켈리 오스본(Kelly Osbourne, 1984년 10월 7일 ~ )은 잉글랜드의 싱어송라이터, 배우, 텔레비전 진행자, 패션 디자이너이다. 가수 오지 오스본과 샤론 오스본의 딸이다.

## 음반 목록
- Shut Up (2002)
- Sleeping in the Nothing (2005)